# Verwaltungsgemeinschaft und erfüllende Gemeinde (Thüringen)
Eine Verwaltungsgemeinschaft in Thüringen ist gemäß §§ 46, 47 der Thüringer Gemeinde- und Landkreisordnung eine Körperschaft des öffentlichen Rechts, die für die ihr angeschlossenen Mitgliedsgemeinden alle Angelegenheiten des übertragenen Wirkungskreises wahrnimmt. Darüber hinaus handelt sie im eigenen Wirkungskreis der Mitgliedsgemeinden weisungsgebunden als deren Behörde.
Eine weitere Möglichkeit der Organisation der Gemeindeverwaltung ist die Übertragung dieser Verwaltungsaufgaben auf eine erfüllende Gemeinde.

## Verwaltungsgemeinschaften
Durch Gründung einer Verwaltungsgemeinschaft können selbständige Gemeinden eine Körperschaft des öffentlichen Rechts bilden, die für die Mitgliedsgemeinden die Aufgaben des übertragenen Wirkungskreises erledigt. Die einzelnen Mitgliedsgemeinden bleiben eigenständig. Die Verwaltungsgemeinschaft hat in der Regel einen landschaftsbezogenen Namen oder den ihrer einwohnerstärksten Gemeinde. In anderen Bundesländern gibt es vergleichbare Einrichtungen mit zum Teil anderen Bezeichnungen und Aufgabenstellungen.

## Erfüllende Gemeinde
Es ist ferner gemäß § 51 der Thüringer Gemeinde- und Landkreisordnung (Thüringer Kommunalordnung) möglich, dass eine Gemeinde (die beauftragende Gemeinde) die Aufgaben des übertragenen Wirkungskreises einer benachbarten größeren Gemeinde mit mindestens 3.000 Einwohnern überträgt. Die größere Gemeinde hat in diesem Fall die Bezeichnung erfüllende Gemeinde. Diese Gemeinde übt dadurch für die kleinere Gemeinde die Aufgaben einer Verwaltungsgemeinschaft aus. Die Vorschriften über die Verwaltungsgemeinschaften gelten hier entsprechend. Allerdings entsteht in diesem Falle keine eigene Körperschaft des öffentlichen Rechts, daher können beispielsweise keine gemeinsamen Schulden aufgenommen werden, während sich Verwaltungsgemeinschaften (unabhängig von den Haushalten der Mitgliedsgemeinden) selbst verschulden können.
Eine Stadt als eine beauftragende Gemeinde ist eher selten und bisher nur drei Mal vorgekommen (bis 2002: Magdala und ab 2014: Hohenleuben sowie ab 2019: Neumark).

## Unterschiede zwischen Verwaltungsgemeinschaften und erfüllenden Gemeinden
Neben der Eigenschaft der Verwaltungsgemeinschaft als selbstständiger Körperschaft des öffentlichen Rechts (während die Delegierung von Aufgaben an eine erfüllende Gemeinde nur eine Verwaltungsvereinbarung ist) gibt es auch praktische Unterschiede, wann das jeweilige Modell angewendet wurde. So ist eine formalisiertere Verwaltungsgemeinschaft ein Instrument für einen Verbund aus vielen Gemeinden (in der Praxis bis zu 20), unter denen keine ein klares Übergewicht (z. B. zwei Drittel der Gesamtbevölkerung) aufweist, während die erfüllende Gemeinde als weniger institutionalisierter Bund zur Anwendung kommt, wenn nur wenige Gemeinden (meist nur zwei bis drei) beteiligt sind und unter diesen eine das klare Übergewicht in der Einwohnerzahl aufweist. In der Praxis gibt es aber auch erfüllende Gemeinden, deren Struktur eher an eine Verwaltungsgemeinschaft erinnert (z. B. Bad Klosterlausnitz) und Verwaltungsgemeinschaften mit wenigen Mitgliedern, die größenmäßig klar von einer Gemeinde dominiert werden (z. B. Verwaltungsgemeinschaft Hermsdorf). Nicht zuletzt hing es von den Entscheidungsträgern vor Ort ab, welches Modell für ihre Region präferiert wurde. Das Land machte jedoch Größenvorgaben (mindestens 5.000 Einwohner für Verwaltungsgemeinschaften und mindestens 3.000 Einwohner für alle sonstigen Gemeinden mit eigener Verwaltung, also auch für die erfüllenden Gemeinden).

## Übersicht der Verwaltungsgemeinschaften in Thüringen
368 Gemeinden haben sich zur Erledigung ihrer Verwaltungsgeschäfte in 42 Verwaltungsgemeinschaften zusammengeschlossen (Stand: 1. Januar 2024). Diese sind hier nach Landkreisen alphabetisch sortiert.
Die drei einwohnerreichsten Verwaltungsgemeinschaften sind bei aktuellem Gebietsstand Hermsdorf (11.492 Einwohner), Südliches Saaletal (11.007 Einwohner) und Dornburg-Camburg (10.097 Einwohner). Die drei flächengrößten sind bei aktuellem Gebietsstand Heldburger Unterland (215,62 km²), Südliches Saaletal (186,09 km²) und Dolmar-Salzbrücke (159,69 km²). Jene mit den meisten Mitgliedsgemeinden sind Hügelland/Täler und Südliches Saaletal (je 21 Gemeinden), Feldstein und Mellingen (je 17 Gemeinden) sowie Dolmar-Salzbrücke und Hanstein-Rusteberg (je 14 Gemeinden).

### Landkreis Altenburger Land
| Verwaltungsgemeinschaft                    | Gemeinden | Fläche (km²) | Einwohner |
| ------------------------------------------ | --------- | ------------ | --------- |
| Verwaltungsgemeinschaft Oberes Sprottental | 6         | 49,24        | 2.680     |
| Verwaltungsgemeinschaft Pleißenaue         | 5         | 45,41        | 4.948     |
| Verwaltungsgemeinschaft Rositz             | 8         | 80,7         | 7.447     |

### Landkreis Eichsfeld
| Verwaltungsgemeinschaft                          | Gemeinden | Fläche (km²) | Einwohner |
| ------------------------------------------------ | --------- | ------------ | --------- |
| Verwaltungsgemeinschaft Eichsfeld-Wipperaue      | 5         | 60,86        | 7.034     |
| Verwaltungsgemeinschaft Ershausen/Geismar        | 10        | 83,88        | 4.906     |
| Verwaltungsgemeinschaft Hanstein-Rusteberg       | 14        | 76,17        | 5.557     |
| Verwaltungsgemeinschaft Leinetal                 | 6         | 68,25        | 5.104     |
| Verwaltungsgemeinschaft Lindenberg/Eichsfeld     | 7         | 68,93        | 6.547     |
| Verwaltungsgemeinschaft Westerwald-Obereichsfeld | 5         | 62,81        | 4.649     |

### Landkreis Gotha
| Verwaltungsgemeinschaft             | Gemeinden | Fläche (km²) | Einwohner |
| ----------------------------------- | --------- | ------------ | --------- |
| Verwaltungsgemeinschaft Fahner Höhe | 5         | 78,61        | 7.081     |
| Verwaltungsgemeinschaft Nesseaue    | 9         | 81,02        | 5.579     |

### Landkreis Greiz
| Verwaltungsgemeinschaft                  | Gemeinden | Fläche (km²) | Einwohner |
| ---------------------------------------- | --------- | ------------ | --------- |
| Verwaltungsgemeinschaft Am Brahmetal     | 8         | 51,79        | 4.295     |
| Verwaltungsgemeinschaft Ländereck        | 10        | 77,58        | 4.432     |
| Verwaltungsgemeinschaft Münchenbernsdorf | 8         | 69,92        | 5.848     |

### Landkreis Hildburghausen
| Verwaltungsgemeinschaft                      | Gemeinden | Fläche (km²) | Einwohner |
| -------------------------------------------- | --------- | ------------ | --------- |
| Verwaltungsgemeinschaft Feldstein            | 17        | 146,17       | 6.976     |
| Verwaltungsgemeinschaft Heldburger Unterland | 6         | 215,63       | 7.243     |

### Ilm-Kreis
| Verwaltungsgemeinschaft                  | Gemeinden | Fläche (km²) | Einwohner |
| ---------------------------------------- | --------- | ------------ | --------- |
| Verwaltungsgemeinschaft Geratal/Plaue    | 3         | 45,42        | 4.314     |
| Verwaltungsgemeinschaft Riechheimer Berg | 7         | 94,8         | 4.153     |

### Kyffhäuserkreis
| Verwaltungsgemeinschaft         | Gemeinden | Fläche (km²) | Einwohner |
| ------------------------------- | --------- | ------------ | --------- |
| Verwaltungsgemeinschaft Greußen | 7         | 63,04        | 2.930     |

### Saale-Holzland-Kreis
| Verwaltungsgemeinschaft                              | Gemeinden | Fläche (km²) | Einwohner |
| ---------------------------------------------------- | --------- | ------------ | --------- |
| Verwaltungsgemeinschaft Dornburg-Camburg             | 13        | 120,59       | 10.183    |
| Verwaltungsgemeinschaft Heideland-Elstertal-Schkölen | 7         | 122,41       | 7.579     |
| Verwaltungsgemeinschaft Hermsdorf                    | 5         | 35,45        | 11.185    |
| Verwaltungsgemeinschaft Hügelland/Täler              | 21        | 128,54       | 4.768     |
| Verwaltungsgemeinschaft Südliches Saaletal           | 21        | 186,09       | 11.241    |

### Saale-Orla-Kreis
| Verwaltungsgemeinschaft                  | Gemeinden | Fläche (km²) | Einwohner |
| ---------------------------------------- | --------- | ------------ | --------- |
| Verwaltungsgemeinschaft Oppurg           | 13        | 97,97        | 5.204     |
| Verwaltungsgemeinschaft Ranis-Ziegenrück | 13        | 130,99       | 6.693     |
| Verwaltungsgemeinschaft Seenplatte       | 12        | 105,13       | 3.889     |
| Verwaltungsgemeinschaft Triptis          | 9         | 88,08        | 5.793     |

### Landkreis Saalfeld-Rudolstadt
| Verwaltungsgemeinschaft                 | Gemeinden | Fläche (km²) | Einwohner |
| --------------------------------------- | --------- | ------------ | --------- |
| Verwaltungsgemeinschaft Schiefergebirge | 3         | 146,7        | 5.973     |
| Verwaltungsgemeinschaft Schwarzatal     | 10        | 128,14       | 8.112     |

### Landkreis Schmalkalden-Meiningen
| Verwaltungsgemeinschaft                   | Gemeinden | Fläche (km²) | Einwohner |
| ----------------------------------------- | --------- | ------------ | --------- |
| Verwaltungsgemeinschaft Dolmar-Salzbrücke | 14        | 159,69       | 8.453     |
| Verwaltungsgemeinschaft Hohe Rhön         | 5         | 137,29       | 7.775     |
| Verwaltungsgemeinschaft Wasungen-Amt Sand | 4         | 142,16       | 8.133     |

### Landkreis Sömmerda
| Verwaltungsgemeinschaft                | Gemeinden | Fläche (km²) | Einwohner |
| -------------------------------------- | --------- | ------------ | --------- |
| Verwaltungsgemeinschaft Gera-Aue       | 4         | 54,33        | 5.020     |
| Verwaltungsgemeinschaft Gramme-Vippach | 12        | 131,53       | 8.965     |
| Verwaltungsgemeinschaft Kindelbrück    | 4         | 88,95        | 4.973     |
| Verwaltungsgemeinschaft Kölleda        | 4         | 74,34        | 3.864     |
| Verwaltungsgemeinschaft Straußfurt     | 7         | 95,64        | 6.536     |

### Unstrut-Hainich-Kreis
| Verwaltungsgemeinschaft               | Gemeinden | Fläche (km²) | Einwohner |
| ------------------------------------- | --------- | ------------ | --------- |
| Verwaltungsgemeinschaft Bad Tennstedt | 12        | 133,64       | 6.411     |

### Wartburgkreis
| Verwaltungsgemeinschaft                  | Gemeinden | Fläche (km²) | Einwohner |
| ---------------------------------------- | --------- | ------------ | --------- |
| Verwaltungsgemeinschaft Hainich-Werratal | 6         | 139,59       | 8.915     |

### Landkreis Weimarer Land
| Verwaltungsgemeinschaft             | Gemeinden | Fläche (km²) | Einwohner |
| ----------------------------------- | --------- | ------------ | --------- |
| Verwaltungsgemeinschaft Kranichfeld | 6         | 68,05        | 6.207     |
| Verwaltungsgemeinschaft Mellingen   | 17        | 113,84       | 8.202     |

## Übersicht der erfüllenden Gemeinden in Thüringen
38 Gemeinden, die keiner Verwaltungsgemeinschaft angehören, sind erfüllende Gemeinden für 90 weitere Gemeinden (Stand: 1. Januar 2024). Diese sind hier nach Landkreisen alphabetisch sortiert.
Die einwohnerreichste erfüllende Gemeinde (erfüllende Gemeinde plus beauftragende Gemeinden) ist bei aktuellem Gebietsstand Meiningen mit 27.771 Einwohnern. Einwohnerärmste erfüllende Gemeinde ist bei aktuellem Gebietsstand Auengrund mit 3.268 Einwohnern.

### Landkreis Altenburger Land
| Erfüllende Gemeinde                 | Beauftragende Gemeinden             | Einwohner |
| ----------------------------------- | ----------------------------------- | --------- |
| Erfüllende Gemeinde Gößnitz, Stadt  | Heyersdorf, Ponitz                  | 4.931     |
| Erfüllende Gemeinde Nobitz          | Göpfersdorf, Langenleuba-Niederhain | 8.851     |
| Erfüllende Gemeinde Schmölln, Stadt | Dobitschen                          | 13.953    |

### Landkreis Eichsfeld
| Erfüllende Gemeinde                    | Beauftragende Gemeinden                  | Einwohner |
| -------------------------------------- | ---------------------------------------- | --------- |
| Erfüllende Gemeinde Uder, Landgemeinde | Asbach-Sickenberg, Dietzenrode/Vatterode | 6.357     |

### Landkreis Gotha
| Erfüllende Gemeinde                             | Beauftragende Gemeinden | Einwohner |
| ----------------------------------------------- | ----------------------- | --------- |
| Erfüllende Gemeinde Drei Gleichen, Landgemeinde | Schwabhausen            | 8.665     |
| Erfüllende Gemeinde Georgenthal, Landgemeinde   | Emleben                 | 8.497     |
| Erfüllende Gemeinde Nessetal, Landgemeinde      | Sonneborn               | 9.180     |
| Erfüllende Gemeinde Ohrdruf, Stadt              | Luisenthal              | 11.109    |

### Landkreis Greiz
| Erfüllende Gemeinde                           | Beauftragende Gemeinden        | Einwohner |
| --------------------------------------------- | ------------------------------ | --------- |
| Erfüllende Gemeinde Bad Köstritz, Stadt       | Caaschwitz                     | 4.261     |
| Erfüllende Gemeinde Langenwetzendorf          | Hohenleuben (Stadt)            | 5.315     |
| Erfüllende Gemeinde Weida, Stadt              | Crimla                         | 8.207     |
| Erfüllende Gemeinde Zeulenroda-Triebes, Stadt | Langenwolschendorf, Weißendorf | 16.733    |

### Landkreis Hildburghausen
| Erfüllende Gemeinde           | Beauftragende Gemeinden | Einwohner |
| ----------------------------- | ----------------------- | --------- |
| Erfüllende Gemeinde Auengrund | Brünn/Thür.             | 3.159     |

### Kyffhäuserkreis
| Erfüllende Gemeinde                                         | Beauftragende Gemeinden                                               | Einwohner |
| ----------------------------------------------------------- | --------------------------------------------------------------------- | --------- |
| Erfüllende Gemeinde An der Schmücke, Stadt und Landgemeinde | Etzleben, Oberheldrungen                                              | 6.854     |
| Erfüllende Gemeinde Artern, Stadt und Landgemeinde          | Borxleben, Gehofen, Kalbsrieth, Mönchpfiffel-Nikolausrieth, Reinsdorf | 8.869     |
| Erfüllende Gemeinde Ebeleben, Stadt                         | Abtsbessingen, Bellstedt, Freienbessingen, Holzsußra, Rockstedt       | 3.931     |

### Landkreis Nordhausen
| Erfüllende Gemeinde                                        | Beauftragende Gemeinden                                       | Einwohner |
| ---------------------------------------------------------- | ------------------------------------------------------------- | --------- |
| Erfüllende Gemeinde Bleicherode, Stadt und Landgemeinde    | Großlohra, Kehmstedt, Kleinfurra, Lipprechterode, Niedergebra | 13.255    |
| Erfüllende Gemeinde Heringen/Helme, Stadt und Landgemeinde | Görsbach, Urbach                                              | 6.287     |

### Saale-Holzland-Kreis
| Erfüllende Gemeinde                     | Beauftragende Gemeinden                                                                      | Einwohner |
| --------------------------------------- | -------------------------------------------------------------------------------------------- | --------- |
| Erfüllende Gemeinde Bad Klosterlausnitz | Albersdorf, Bobeck, Scheiditz, Schlöben, Schöngleina, Serba, Tautenhain, Waldeck, Weißenborn | 8.339     |
| Erfüllende Gemeinde Bürgel, Stadt       | Graitschen, Nausnitz, Poxdorf                                                                | 3.661     |
| Erfüllende Gemeinde Eisenberg, Stadt    | Gösen, Hainspitz, Mertendorf, Petersberg, Rauschwitz                                         | 12.343    |
| Erfüllende Gemeinde Stadtroda, Stadt    | Möckern, Ruttersdorf-Lotschen                                                                | 7.218     |

### Saale-Orla-Kreis
| Erfüllende Gemeinde                             | Beauftragende Gemeinden | Einwohner |
| ----------------------------------------------- | ----------------------- | --------- |
| Erfüllende Gemeinde Neustadt an der Orla, Stadt | Kospoda                 | 9.131     |

### Landkreis Saalfeld-Rudolstadt
| Erfüllende Gemeinde                 | Beauftragende Gemeinden            | Einwohner |
| ----------------------------------- | ---------------------------------- | --------- |
| Erfüllende Gemeinde Kaulsdorf       | Altenbeuthen, Drognitz, Hohenwarte | 3.283     |
| Erfüllende Gemeinde Königsee, Stadt | Allendorf, Bechstedt               | 7.456     |

### Landkreis Schmalkalden-Meiningen
| Erfüllende Gemeinde                  | Beauftragende Gemeinden     | Einwohner |
| ------------------------------------ | --------------------------- | --------- |
| Erfüllende Gemeinde Breitungen/Werra | Fambach, Rosa, Roßdorf      | 7.499     |
| Erfüllende Gemeinde Meiningen, Stadt | Rippershausen, Untermaßfeld | 27.002    |

### Landkreis Sömmerda
| Erfüllende Gemeinde          | Beauftragende Gemeinden | Einwohner |
| ---------------------------- | ----------------------- | --------- |
| Erfüllende Gemeinde Elxleben | Witterda                | 3.297     |

### Landkreis Sonneberg
| Erfüllende Gemeinde                           | Beauftragende Gemeinden | Einwohner |
| --------------------------------------------- | ----------------------- | --------- |
| Erfüllende Gemeinde Neuhaus am Rennweg, Stadt | Goldisthal              | 8.804     |

### Unstrut-Hainich-Kreis
| Erfüllende Gemeinde                                                   | Beauftragende Gemeinden   | Einwohner |
| --------------------------------------------------------------------- | ------------------------- | --------- |
| Erfüllende Gemeinde Herbsleben                                        | Großvargula               | 3.470     |
| Erfüllende Gemeinde Nottertal-Heilinger Höhen, Stadt und Landgemeinde | Körner, Marolterode       | 7.643     |
| Erfüllende Gemeinde Vogtei, Landgemeinde                              | Kammerforst, Oppershausen | 5.229     |

### Wartburgkreis
| Erfüllende Gemeinde                      | Beauftragende Gemeinden                     | Einwohner |
| ---------------------------------------- | ------------------------------------------- | --------- |
| Erfüllende Gemeinde Bad Salzungen, Stadt | Leimbach                                    | 24.283    |
| Erfüllende Gemeinde Dermbach             | Empfertshausen, Oechsen, Weilar, Wiesenthal | 9.449     |
| Erfüllende Gemeinde Geisa, Stadt         | Buttlar, Gerstengrund, Schleid              | 6.917     |
| Erfüllende Gemeinde Ruhla, Stadt         | Seebach                                     | 6.815     |

### Landkreis Weimarer Land
| Erfüllende Gemeinde                                   | Beauftragende Gemeinden                                           | Einwohner |
| ----------------------------------------------------- | ----------------------------------------------------------------- | --------- |
| Erfüllende Gemeinde Am Ettersberg, Landgemeinde       | Ballstedt, Ettersburg, Neumark (Stadt)                            | 8.490     |
| Erfüllende Gemeinde Bad Sulza, Stadt und Landgemeinde | Eberstedt, Großheringen, Niedertrebra, Obertrebra, Schmiedehausen | 10.168    |